# Pierre-Étienne Du Ponceau
Pierre-Étienne Du Ponceau, né le 3 juin 1760 à Saint-Martin-de-Ré en France et décédé le 1er avril 1844 à Philadelphie aux États-Unis, est un linguiste, philosophe et juriste français.

## Biographie
Il émigre en 1777 aux États-Unis, à 17 ans, avec Friedrich Wilhelm von Steuben, dont il est le secrétaire lorsque ce baron prussien combat durant la guerre d'indépendance aux côtés de George Washington. Pierre-Étienne Du Ponceau obtient ensuite la place de sous-secrétaire d'État au département des Affaires étrangères. À la paix, il étudie les lois, et en fait sa profession.
Président de la Société philosophique américaine de 1827 à sa mort, il publie plusieurs études des langues amérindiennes, notamment le Mémoire sur le système grammatical des langues de quelques nations Indiennes de l'Amérique du Nord (1838) pour lequel il reçoit le prix Volney.
Il contribue également par ses travaux à la compréhension de l'écriture chinoise, car il est l'un des premiers linguistes occidentaux à affirmer que cette écriture n'est pas idéographique, mais lexigraphique, c'est-à-dire que ses caractères ne représentent pas des idées, mais des mots.